# Mariensäule (Nordheim am Main)

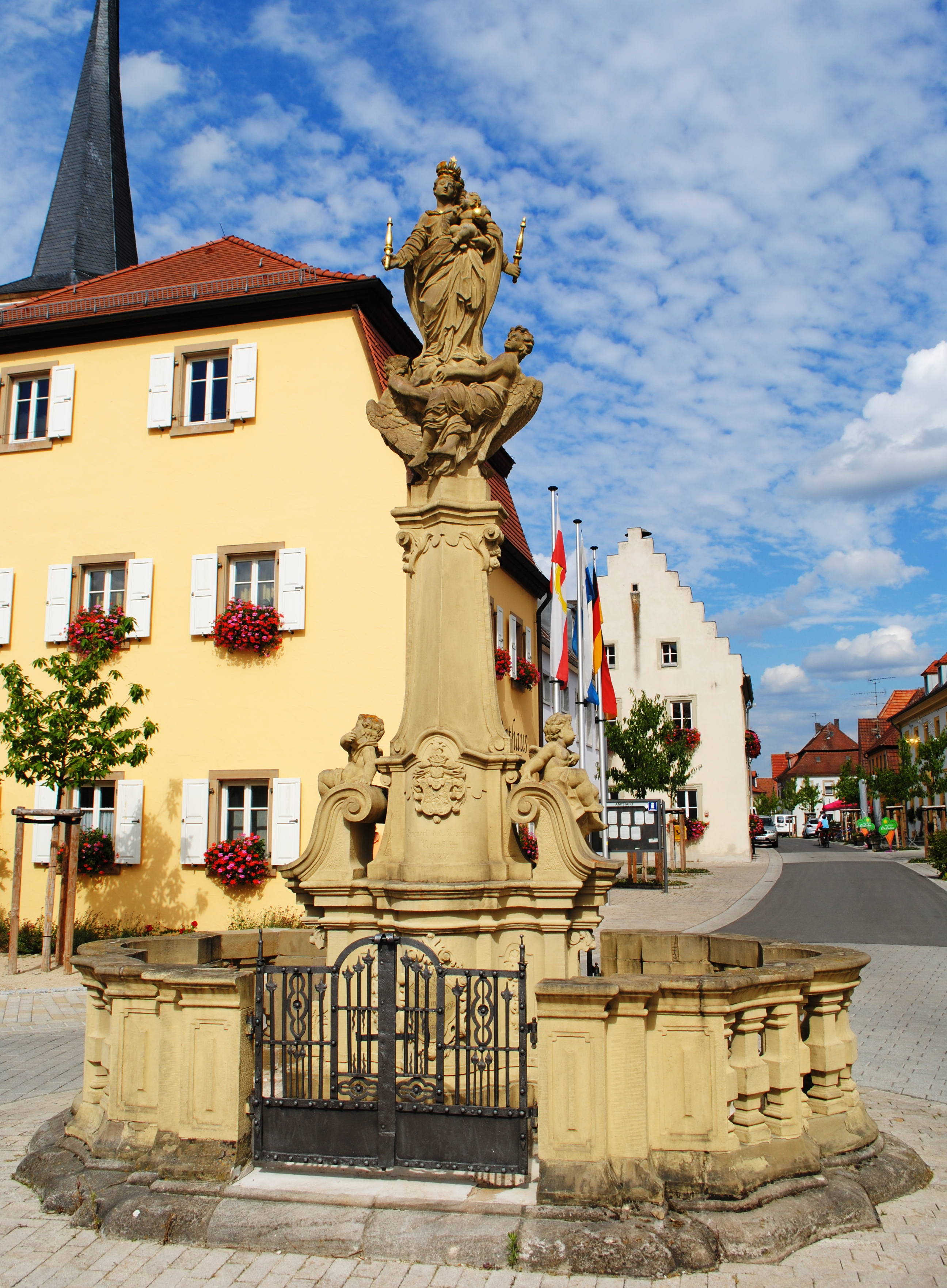
Die Säule in Nordheim am Main

Die Mariensäule in Nordheim am Main ist ein Baudenkmal in dem fränkischen Winzerort. Sie befindet sich vor der Kirche in der Mitte des Marktplatzes.

## Geschichte
Die Mariensäule wurde im Jahr 1778 errichtet. Dies belegt eine Inschrift im Säulenschaft: „Errichtet v. d. Familie/ Knoblach/ 1778“. Die Familie, deren Wappen über der Inschrift prangt, war eine der reichsten in Nordheim. Mehrere Stiftungen sind ihr zuzuordnen, unter anderem der Ölberg neben der Kirche und das Kruzifix im Kirchhof. Laut Überlieferung ähnelt die Statue der Säule in Eibelstadt, da ein Knoblach eine Eibelstädterin heiratete. Um ihr Heimweh zu verringern soll er die Mariensäule errichtet haben.
Die Säule erfuhr im Laufe der Zeit mehrere Renovierungen. Eine davon ist ebenfalls im Schaft eingetragen: „Erneuert v. d. Gemeinde/ Nordheim/ 1929“. Das Bayerische Landesamt für Denkmalpflege ordnet die Säule als Baudenkmal unter der Nummer D-6-75-155-16 ein.

## Beschreibung
Das Baudenkmal wird von einer oktogonalen Balustrade umgeben. Zwei verzierte, eiserne Pforten sind in der Mitte angebracht. Ein geschwungener Sockel bildet die Unterlage der Säule. Zwei Sprüche schmücken ihn. Sie sind in Medaillons gefasst und lauten: „Ein Mutter/ und Jungfrau/ zugleich./ Gottes Dempel dermahlei/ der Engel Freüd in Himmel/ Reich.“ und „Maria zu/ dir flehen wir/ Ein Zuflucht hier zu/ finden./ all unser Hoffnung steht zu/ dir/ auß Furcht vor/ unsern Sünden“.
Die Säule verjüngt sich nach oben. Zwei Voluten, auf denen zwei Putten sitzen, eröffnen sie. Auf ihrer Höhe befinden sich auch die Inschriften, die die Stiftung und Renovierung anzeigen. Ein Gesims leitet weiter oben zur namensgebenden Marienstatue über. Ein Engelspaar hält die Erdkugel, auf der Maria mit Zepter thront. Sie ist als Himmelskönigin doppelt dargestellt, hält in ihrer Linken das Jesuskind mit dem Reichsapfel und wendet sich den beiden Seiten des Marktplatzes zu.